# 蛇王

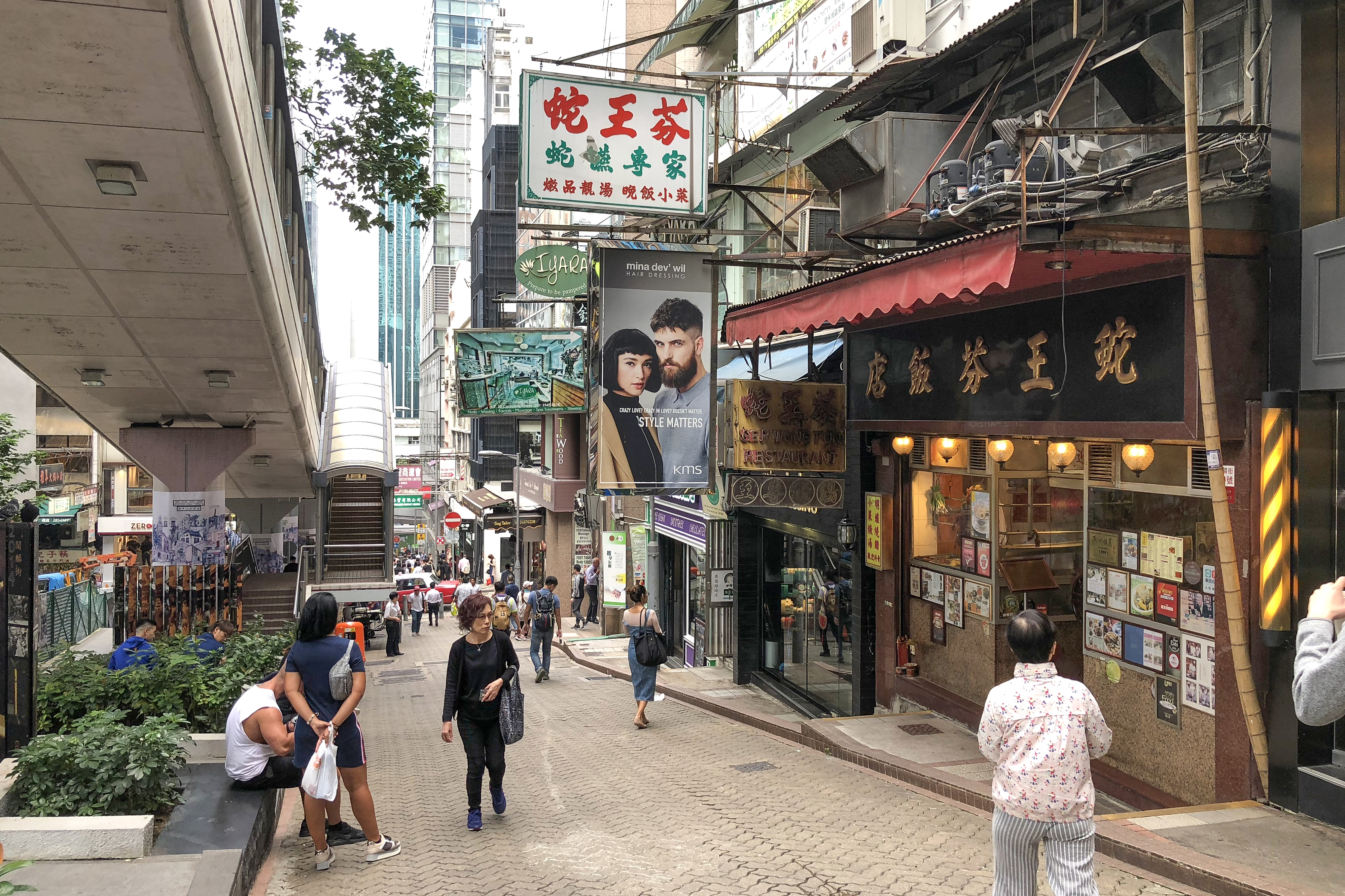
「蛇王」範例：中環閣麟街蛇王芬飯店，其名稱源於清末在廣東南海大瀝賣蛇膽的中藥商吳桂芬

蛇王是香港及廣州絕大部份售賣蛇羹的店舖的名稱，皆以東主的名字，再配上「蛇王」二字成為「蛇王X」。蛇王的本業除了是蛇店東主外，尚有一副業，就是每當民居附近發現蛇踪，警方亦會電召蛇王處理。

## 相關俚語
蛇王也成為了廣東俚語，亦即書面語裡的躲懶，由於蛇大多時間把身體卷作一團，後被廣東人視為懶惰的象徵。故以蛇王稱呼躲懶的人，再而泛指躲懶這種行為，但香港有些年青的一輩已開始不用蛇王作為躲懶的代名詞，而改用「吞泡」（或取其音「吞pop」）一詞，現蛇王二字只在香港的報章常見，其後更引伸躲懶的地方稱為「蛇竇」。躲懶該詞即中國大陸的流行文化中的「摸魚」。